# Podregion Ålands landsbygd
Podregion Ålands landsbygd (fiń. Ahvenanmaan maaseutu) – podregion w Finlandii, na Wyspach Alandzkich.
W skład podregionu wchodzą gminy:
- Eckerö,
- Finström,
- Geta,
- Hammarland,
- Jomala,
- Lemland,
- Lumparland,
- Saltvik,
- Sund.